# Juraj Marcelović
Juraj Marcelović (Marčelović) (Zagreb, 1698. ili 1701. – Beč, 1741.) hrvatski povjesničar.

## Životopis
Školovao se najprije u Zagrebu, a već 1716. godine odlazi u Hrvatski kolegij u Beč. Od 1720. do 1727. godine je studirao u Rimu. Nakon svećeničkog rada u Drnju (1728. – 1729. godine) odmah odlazi na dužnost zagrebačkog kanonika. Kao kanonik je prikupljao građu za crkvenu i hrvatsku povijest. Prema mišljenju nekih povjesničara "zasluge njegove za povijest su velike, i slava Baltazara Krčelića, je zapravo slava Marcelevića, koji je svoju literarnu bogatu baštinu predao Krčeliću, a ovaj ju pod svojim imenom izdao." Po Ferdi Šišiću "započeo je pisati povijest zagrebačke biskupije proučivši u tu svrhu arkive zagrebačkog i čazmanskog kaptola. Djelo je njegovo po smrti mu došlo u ruke Adamu Baltazaru Krčeliću, koji ga je upotriebio, no sam rukopis Marcelovićev danas nije poznat." U Nacionalnoj i sveučilišnoj knjižnici u Zagrebu čuva se njegovo rukopisno djelo "Extractus diplomatum aliorumque monumentorum Croatiae ab a. 1232 ad a. 1693 chronologice dispositus", koje je zapravo vrlo vrijedna i važna zbirka isprava. Bio je rektor Hrvatskog kolegija u Bologni, gdje se spominje kao nekadašnji župnik župe Drnje (Georgius Marcellovich, antea parochus in Dernie). Vrativši se u Zagreb teško je obolio pa odlazi na liječenje u Beč gdje umire.